# Arbin Zejnullai
Arbin Zejnullai (Tetovo, 15 febbraio 1999) è un calciatore macedone naturalizzato albanese, centrocampista dell'Egnatia.

## Carriera

### Club
Cresciuto nelle giovanili dello Škendija, fa il suo debutto nella massima serie macedone nel 2016.

### Nazionale
Ha giocato nella nazionale macedone Under-18.
Debutta con la maglia della nazionale albanese Under-21 il 7 giugno 2019 nella partita valida per le qualificazioni all'Europeo 2021, pareggiata per 2 a 2 contro la Turchia Under-21.

## Statistiche

### Presenze e reti nei club
Statistiche aggiornate al 16 dicembre 2020.
| Stagione        | Squadra         | Campionato      | Campionato | Campionato | Coppe nazionali | Coppe nazionali | Coppe nazionali | Coppe continentali | Coppe continentali | Coppe continentali | Altre coppe | Altre coppe | Altre coppe | Totale | Totale |
| Stagione        | Squadra         | Comp            | Pres       | Reti       | Comp            | Pres            | Reti            | Comp               | Pres               | Reti               | Comp        | Pres        | Reti        | Pres   | Reti   |
| --------------- | --------------- | --------------- | ---------- | ---------- | --------------- | --------------- | --------------- | ------------------ | ------------------ | ------------------ | ----------- | ----------- | ----------- | ------ | ------ |
| mar.-giu. 2016  | Škendija        | PL              | 2          | 0          | CM              | 0               | 0               | UEL                | -                  | -                  | -           | -           | -           | 2      | 0      |
| 2016-2017       | Škendija        | PL              | 14         | 0          | CM              | 1               | 0               | UEL                | -                  | -                  | -           | -           | -           | 15     | 0      |
| 2017-2018       | Škendija        | PL              | 14         | 1          | CM              | 2               | 1               | UEL                | 2                  | 1                  | -           | -           | -           | 18     | 3      |
| 2018-2019       | Škendija        | PL              | 13         | 3          | CM              | 1               | 0               | UCL+UEL            | 2+0                | 0                  | -           | -           | -           | 16     | 3      |
| 2019-2020       | Škendija        | PL              | 9          | 1          | CM              | 2               | 0               | UCL+UEL            | 1+0                | 0                  | -           | -           | -           | 12     | 1      |
| 2020-2021       | Škendija        | PL              | 14         | 0          | CM              | 1               | 0               | UEL                | 3                  | 0                  | -           | -           | -           | 18     | 0      |
| Totale carriera | Totale carriera | Totale carriera | 66         | 5          |                 | 7               | 1               |                    | 8                  | 1                  |             | -           | -           | 81     | 7      |

### Cronologia presenze e reti in nazionale
| Cronologia completa delle presenze e delle reti in nazionale ― Albania under 21 | Cronologia completa delle presenze e delle reti in nazionale ― Albania under 21 | Cronologia completa delle presenze e delle reti in nazionale ― Albania under 21 | Cronologia completa delle presenze e delle reti in nazionale ― Albania under 21 | Cronologia completa delle presenze e delle reti in nazionale ― Albania under 21 | Cronologia completa delle presenze e delle reti in nazionale ― Albania under 21 | Cronologia completa delle presenze e delle reti in nazionale ― Albania under 21 | Cronologia completa delle presenze e delle reti in nazionale ― Albania under 21 |
| Data                                                                            | Città                                                                           | In casa                                                                         | Risultato                                                                       | Ospiti                                                                          | Competizione                                                                    | Reti                                                                            | Note                                                                            |
| ------------------------------------------------------------------------------- | ------------------------------------------------------------------------------- | ------------------------------------------------------------------------------- | ------------------------------------------------------------------------------- | ------------------------------------------------------------------------------- | ------------------------------------------------------------------------------- | ------------------------------------------------------------------------------- | ------------------------------------------------------------------------------- |
| 11-9-2018                                                                       | Cagliari                                                                        | Italia under 21                                                                 | 3 – 1                                                                           | Albania under 21                                                                | Amichevole                                                                      | -                                                                               | 69’                                                                             |
| 7-6-2019                                                                        | Istanbul                                                                        | Turchia under 21                                                                | 2 – 2                                                                           | Albania under 21                                                                | Qual. Europeo Under-21 2021                                                     | -                                                                               |                                                                                 |
| Totale                                                                          |                                                                                 | Presenze                                                                        | 2                                                                               |                                                                                 | Reti                                                                            | 0                                                                               |                                                                                 |

## Palmarès

### Club

#### Competizioni nazionali
- Campionato macedone: 1

Škendija: 2020-2021
- Campionato albanese: 2

Egnatia: 2023-2024, 2024-2025
- Coppa d'Albania: 2

Egnatia: 2022-2023, 2023-2024
- Supercoppa d'Albania: 1

Egnatia: 2024